# Leucodon luteus
Leucodon luteus är en bladmossart som beskrevs av Bescherelle 1899. Leucodon luteus ingår i släktet Leucodon och familjen Leucodontaceae. Inga underarter finns listade i Catalogue of Life.